# Hemerobius subfalcatus
Hemerobius subfalcatus är en insektsart som beskrevs av Nakahara 1960. Hemerobius subfalcatus ingår i släktet Hemerobius och familjen florsländor. Inga underarter finns listade i Catalogue of Life.